# Automobildesignanalytik
Automobildesignanalytik ist ein Verfahren zur Identifikation der Symbolwirkung automobiler Designs auf den Betrachter. Sie basiert auf Erkenntnissen der wissenschaftlichen Designforschung. Das Verfahren ermöglicht eine differenzierte Ermittlung der überindividuell wirksamen äußerlichen Attraktivität eines Automobils über das subjektive Geschmacksempfinden hinaus.
Im Rahmen der Analyse werden formale Attraktivitätsfaktoren eines Automobils hinsichtlich folgender Anforderungsparameter bewertet:
1. Entsprechung von weltweit gültigen physiognomischen Schönheitsidealen.
2. Widerspiegelung der Stärken der Marke, des Fahrzeug-Marktsegments und des Herkunftslandes über Gesichtsausdruck und Körpersprache.
3. Antizipation künftiger Attraktivitätspräferenzen, beispielsweise jene, die aus einem Wertewandel des Automobils entstehen.

## Vorgehensweise
Im Rahmen der Automobildesignanalyse wird die Design-Markterfolgs-Qualität eines Fahrzeugs anhand folgender Bewertungskriterien ermittelt:
- Physiognomisch-ästhetische Qualität
- Ikonische Qualität
- Marken- und Produktstrahlkraft
- Gestaltformale Wertigkeit
- Perspektivische Attraktivität

## Resultat
Das Ergebnis der Untersuchung anhand der oben genannten Bewertungskriterien der automobilen Form ist das individuelle Maß der weltweiten Design-Markterfolgs-Qualität eines Fahrzeugs.

## Wissenschaftliche Herleitung

### Wahrnehmung des automobilen Designs
Die zentralen Fragestellungen lauten: Wie nimmt der gemeine Betrachter ein Automobil und dessen Formgebung war? Welche Assoziationen ruft die Wahrnehmung eines Automobils hervor? Was bringt die jeweilige Form und deren Symbolik zum Ausdruck? Hierbei spielt der Anthropomorphismus eine zentrale Rolle.

### Anthropomorphismus
Gemäß dem österreichischen Psychologen und Schriftsteller Werner Stangl bezeichnet Anthropomorphismus das Zusprechen menschlicher Eigenschaften auf Tiere, Götter, Naturgewalten und Ähnliches. Hierbei handelt es sich um eine Form der Vermenschlichung, die sich sowohl auf die Gestalt als auch auf das Verhalten beziehen kann.
Aufgrund vielfacher Analogien in Form und Verhalten ist im Speziellen beim Automobil ein hohes Maß an Vermenschlichung beziehungsweise Vertierlichung festzustellen. So werden Fahrzeugen des Öfteren menschliche, aber auch tierische Gestaltattribute bzw. Verhaltensweisen zugeschrieben. Ein Paradebeispiel hierfür ist der Erfolgsfilm Ein toller Käfer, in dem ein VW Käfer als Mittelpunkt der Handlung menschliche Eigenschaften annimmt. Später folgte die Fernsehserie Knight Rider. Auch hier ist ein vermenschlichtes, „quasi-lebendiges“ Automobil der Protagonist.
Laut Automobildesignforscher Peter Rosenthal wirkt Automobil-Design anders als Produktdesign: „Gibt es zum Beispiel eine Stereoanlage, eine Lampe oder eine Schrankwand, der man ein Lächeln zuschreibt oder von der man behauptet, sie habe kräftige Schultern oder ein knackiges Hinterteil? Tatsache ist: Ein Auto nimmt unter den Händen des Designers wesenhafte Züge an und wird mit Ähnlichkeiten zu Tier und Mensch ausgestattet.“ Nach Thomas Krämer-Badoni hat das Auto einen Quasi-Organismuscharakter – wie Mensch und Tier benötigt das Auto flüssigen Treibstoff als „Nahrung“. Zudem „atmet“ es Abgase aus und ist in der Lage zu singen oder zu brüllen.
Des Weiteren hat die Entwicklungslinie vom Pferd zum Automobil mutmaßlich Anteil an dessen ausgeprägter Vermenschlichung. So wurde zu Beginn der Automobilisierung das Pferd als „Quasi-Maschine“ betrachtet, was eine Umkehrung des Vermenschlichungsprinzips bedeutet. Louis Baudry de Saunier schrieb im Jahr 1902: „Es lässt sich mit Bestimmtheit sagen, dass das Pferd – ein schwacher, leicht zerbrechlicher, unausbesserbarer, gefährlicher, kostspieliger und schmutziger Motor – zum Verschwinden bestimmt ist. … Seine Knochen sind nicht zu löten, und wenn die Köpfe seiner vorderen Kolbenstangen, seine Knie, aufgeschlagen sind, kann man dieselben nicht einmal oberflächlich mit irgendeinem Email wieder instand setzen. … Eine Fahrzeugfront hat im Sinne der Attraktivität eines Fahrzeugs als schönes Gesicht zu wirken, das zudem dem Charakter und Image des Fahrzeugs entspricht.“ Dabei können geringste Veränderungen der Form der Scheinwerfer – wahrgenommen als Augenpartien – bzw. des Kühlergrills – wahrgenommen als Mundbereich – oder deren Korrelationen ein Fahrzeug als attraktiv oder abstoßend erscheinen lassen. So verfehlt ein unpassender kindlicher Gesichtsausdruck eines stattlich-seriösen Fahrzeugs nicht seine Wirkung als ausgeprägter Anti-Attraktivitätsfaktor.

### Automobile Physiognomie
Aus dem Griechischen übertragen, bedeutet Physiognomie die Beurteilung des menschlichen Gesichtes sowie Körpers – sprich der nonverbalen Kommunikation. Im Falle der automobilen Physiognomie handelt es sich analog hierzu um die Analyse der Symbolsprachlichkeit des automobilen Gesichtes sowie Körpers. Martin Gründl – Attraktivitätsforscher im humanen Bereich – sowie Peter Rosenthal haben sich in einer gemeinsamen Forschungsstudie mit der Übertragbarkeit der Erkenntnisse vom Menschen auf das Automobil auseinandergesetzt. Das Resultat ist eine große Zahl an Attraktivitätsaspekten des menschlichen Gesichtes und Körpers, die sich mittel- und unmittelbar auf die automobile Gestalt übertragen lassen. Da es sich hierbei um basisästhetische, anthropologisch fundierte Attraktivitätsaspekte handelt, haben diese weltweite Gültigkeit.

### Automobile Mimik und Körperhaltung
Neben der Physiognomie, die menschliche Gestaltungsmerkmale in neutraler, emotionsfreier Ruheposition untersucht, beschäftigt sich Mimikforschung mit dem emotionalen nonverbalen Ausdrucksverhalten des menschlichen Gesichts. Gleiches gilt für die Körperhaltung. Die menschliche sowie tierische Mimik zeigt dem Gegenüber die innere Stimmung an – wie Freude, Angst, Wut, Trauer, Überraschung etc. Die menschliche Körperhaltung symbolisiert demgegenüber Entspannung/Anspannung oder auch Machtanspruch/Unterwürfigkeit. Einen bedeutenden Sprung in der Mimikforschung stellt das 1978 von Paul Ekman und Wallace Friesen publizierte Facial Action Coding System (FACS) dar. Dieses zuverlässige objektive Instrumentarium ermöglicht erstmals die ausdifferenzierte Klassifizierung menschlicher Gesichtsausdrücke. Da es sich hierbei ebenfalls um anthropologisch fundierte und somit weltweit identische Attraktivitätsaspekte handelt, lässt sich diese Systematik großteils auf die automobile Symbolsprache übertragen und ist gemäß Cardesign Analytics ein zentraler Baustein zur objektivierbaren Bewertung von Automobildesign.

### Ikonische Qualität, Marken- und Produktstrahlkraft
Weitere, gegenwärtig stark an Bedeutung gewinnende Attraktivitätsaspekte des automobilen Designs sind eine ausgeprägte ikonische Qualität sowie die Visualisierung des Marken- beziehungsweise Modellcharakters eines Fahrzeugs. Hintergrund ist die zunehmende Modellflut. Laut einem dpa-Bericht von 2015 gab es 1990 ca. 100 verschiedene Fahrzeugvarianten. Im Jahr 2014 waren es bereits über 400 Fahrzeugmodellvarianten. Bei dieser nach wie vor wachsenden Vielfalt kommt der Unterscheidbarkeit einzelner Modelle und deren Zuordnung im Rahmen einer dem Betrachter logisch erscheinenden Struktur eine wachsende Bedeutung zu. Denn laut dem Philosophen, Anthropologen und Soziologen Arnold Gehlen „besteht menschliche Kultur wesentlich in einem Ordnungsschaffen und Stabilisieren“. Eine umfassende Wahrnehmung eines Gegenstandes – im Sinne dessen Registrierung in einer hochkomplexen Umwelt – setzt demnach spezifische, ordnungsrelevante Eigenschaften dieses Objektes bzw. dessen Umwelt voraus. Dementsprechend erlangt laut Peter Rosenthal die Ikonität eines Fahrzeugdesigns im Sinne einer markanten, unverwechselbaren sowie dem Markencharakter entsprechende Formgebung in einem weiter wachsenden Massenmarkt zunehmende Bedeutung. Entsprechende Fahrzeuge gewinnen stark an Attraktivität. Beispiele hierfür sind der Porsche 911, der Mini sowie der Fiat 500.

### Automobile Wertigkeit
Die wachsende Attraktivität einer wertigen automobilen Gestalt hängt ursächlich mit der vom Kunden gefühlt eher geringen Wertigkeit heutiger Fahrzeuge zusammen. Ob der nach wie vor übliche Einsatz von minderwertigen sicht- bzw. fühlbaren, mitunter chromlackierten Kunststoffbauteilen oder die Gleichteilestrategie der Autoindustrie, bei der so zentrale Elemente wie der Motor in verschiedenen Marken Verwendung finden – dies vermittelt den Eindruck einer aktuell geringeren Gesamtwertigkeit bzw. Beliebigkeit des Automobils im Vergleich zu Modellen, die vor dem „Kunststoffzeitalter“ produziert wurden. Ein Indiz hierfür ist das steigende Verlangen nach wertigen Fahrzeugen wie Oldtimern.